# Порт (фільм, 1998)
Порт (англ. The Waterfront) — американський бойовик 1998 року.

## Сюжет
Чоловік проникає в злочинний світ Лос-Анджелеса, який знаходиться під контролем мафії. Бандити не зупиняться ні перед чим, щоб використовувати слабких і брати гору над сильним.

## У ролях
- Л.П. Браун III — Тревіс Маккуейд
- Мартін Коув — Джеймс Рікс
- Тімоті Боттомс — Сальваторе Тандіо
- Корі Фельдман
- Тейн МакКлюр — Меггі Темплтон
- Скотт Валентайн — Вінні Етхабара
- Роксана Зел — Крістіна
- Гарі Мошер — Макс
- Джим Занн
- Джиммі Бріджес — Докер
- Тодд Бріджес
- Джо Естевес
- Лейф Гантвурт — моряк 2
- Денніс В. Холл — Докер
- Вінс Орландо — моряк 1
- Роберт Пралго — гангстер
- Рені Томпсон — подруга гангстера
- Кен Вако — Псайко
- Джеррі Вейл — Роккі
- Роберт З'Дар — Турк